# Kai Metzger

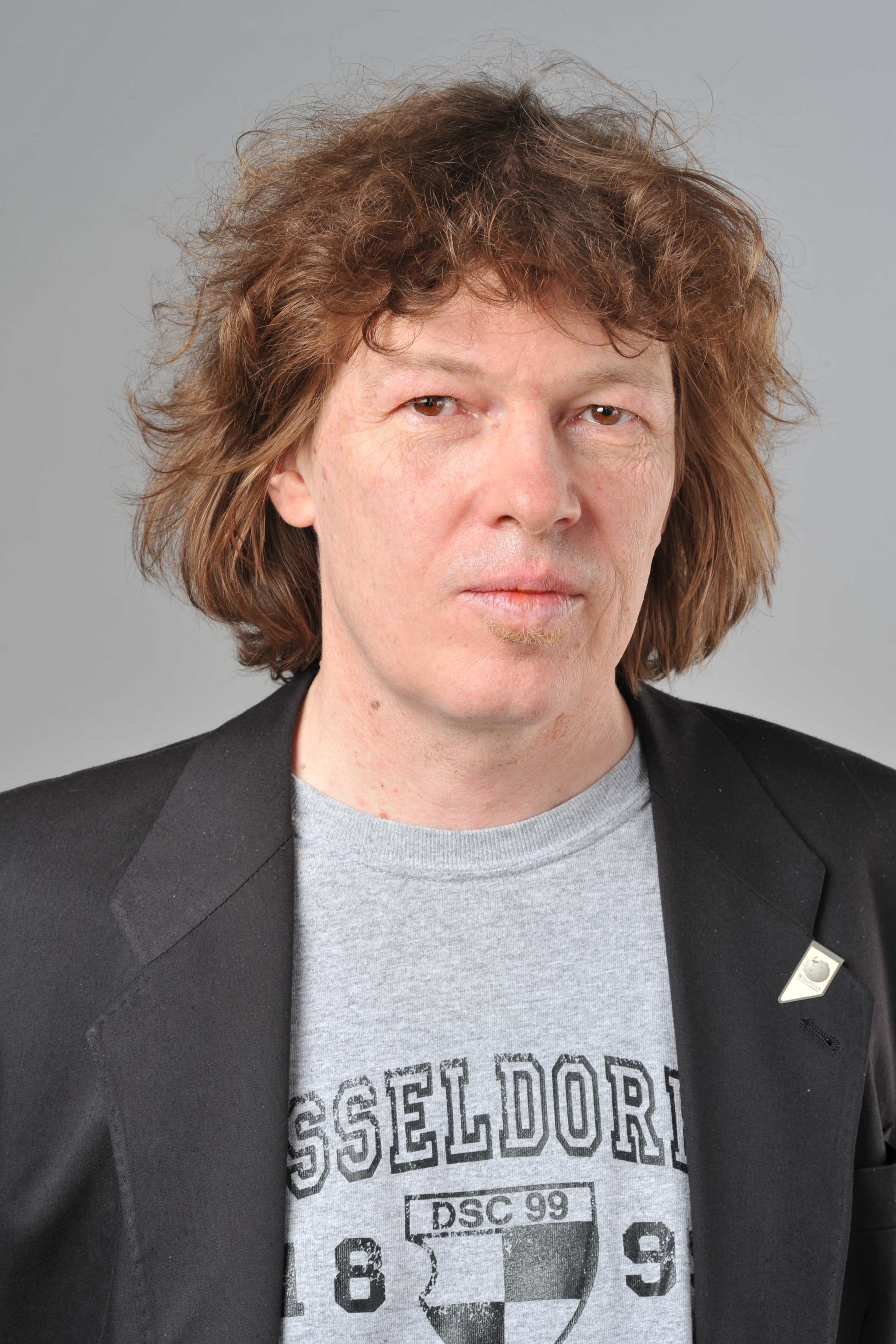
Kai Metzger 2013

Kai Metzger (* 2. November 1960 in Düsseldorf) ist ein deutscher Schriftsteller.

## Leben
Kai Metzger leistete nach dem Abitur Zivildienst in einer psychiatrischen Klinik. Anschließend studierte er an der Universität Düsseldorf, unter anderem bei Jochen Hörisch. Er jobbte in Produktion, Gebäudereinigung, Gastronomie, Jugendfürsorge und Yacht-Überführung. Neben seiner literarischen Arbeit schreibt er Essays und Reportagen für den Hörfunk und Zeitschriften, darunter regelmäßig für die Yacht. Im März 2016 nahm er als Rudergänger an der Überführung der Sea-Watch-2 teil; im August 2016 an Rettungsaktionen vor der libyschen Küste.
Metzger lebt seit 1980 mit der Philosophin Monika Boll zusammen.

## Auszeichnungen
- 1992: Förderpreis für Literatur der Landeshauptstadt Düsseldorf[3]
- 1992: Förderpreis des Landes Nordrhein-Westfalen
- 2007: Würth-Literaturpreis
- 2009: Harder Literaturpreis
- 2012: Finale MDR-Literaturpreis[4]
- 2013: Würth-Literaturpreis, 2. Preis[5] für seinen Text Morningside Drive.
- 2016: Würth-Literaturpreis, 1. Preis für seinen Text Fuge Null und andere Einrichtungsideen[6].

## Werke
Metzger veröffentlichte ab 1983 Kurzgeschichten in zahlreichen Anthologien, so in der Rowohlt-Panther-Reihe und den KiWi-Anthologien Feindschaft (1989) und Die Zeit danach (1991).
- Die Ey, Libretto zur Oper von Ratko Delorko, Düsseldorf 1991.
- Keine Geschichten, Düsseldorf 1993, Grupello Verlag[7]
- Lektüre easy: Alfred Andersch, Sansibar oder der letzte Grund, Stuttgart [u. a.] 2001